# ヴェルコスタ福井
ヴェルコスタ福井（ヴェルコスタふくい）は、福井県丹生郡越前町を本拠地とする男子フィールドホッケーチームである。ホッケー日本リーグに所属している。

## 概要
1963年一巡目福井国体開催に伴い、福井県立丹生高等学校ＯＢを中心として福井クラブが誕生。2012年には新生「福井クラブ」を結成し、ホッケー日本リーグに参戦。
地域密着型のチームとして地元貢献につなげている。県立ホッケー場、町営人工芝ホッケー場を使用している。
2021年現在一部リーグであるH1に所属。日本リーグの他に関西社会人ホッケーリーグに参加している。
2021年1月23日にチーム名を「ヴェルコスタ福井」に変更した。

## 成績
| 年度   | 所属         | 順位 | 勝点 | 試合 | 勝利 | 引分 | 敗戦 | チーム数 |
| ------ | ------------ | ---- | ---- | ---- | ---- | ---- | ---- | -------- |
| 2012年 | 日本リーグ   | 4位  |      |      |      |      |      | 12       |
| 2013年 | 日本リーグ   | 5位  |      |      |      |      |      | 12       |
| 2014年 | 日本リーグ   | 3位  |      |      |      |      |      | 12       |
| 2015年 | 日本リーグ   | 7位  |      |      |      |      |      | 14       |
| 2016年 | 日本リーグH1 | 6位  | 9    | 10   | 3    | 0    | 7    | 6        |
| 2017年 | 日本リーグH2 | 位   |      |      |      |      |      | 6        |

### 国内主要大会成績
- 全日本社会人ホッケー選手権大会：2013年まで準優勝2回、3位1回に加えて、2015年3位、2016年準優勝、2017年優勝（同クラブ初）[5]
- 国民体育大会：2013年まで準優勝2回、2014年3位
- 全日本ホッケー選手権大会：出場(～2010年まで不明、2011年、2014年、2015年、2016年3位[6])

## スポンサー
- ギャレックス - 同県越前市に本社を置きスポーツ ウェアを製造販売する